# HD 73526 c
HD 73526 c és un planeta extrasolar que gira al voltant de la seva estrella mare HD 73526 a uns 97 milions de milles (1,05 AU). Basant-se en la seva massa aquest planeta sembla que ha de ser un gegant gasós. A la distància que aquest planeta gira al voltant de la seva estrella, que és més lluminosa que el Sol, hauria de rebre una insolació del 84% del de Venus.
HD 73526 c és en una ressonància orbital 2:1 amb HD 73526 b.